# Юность (радиола)

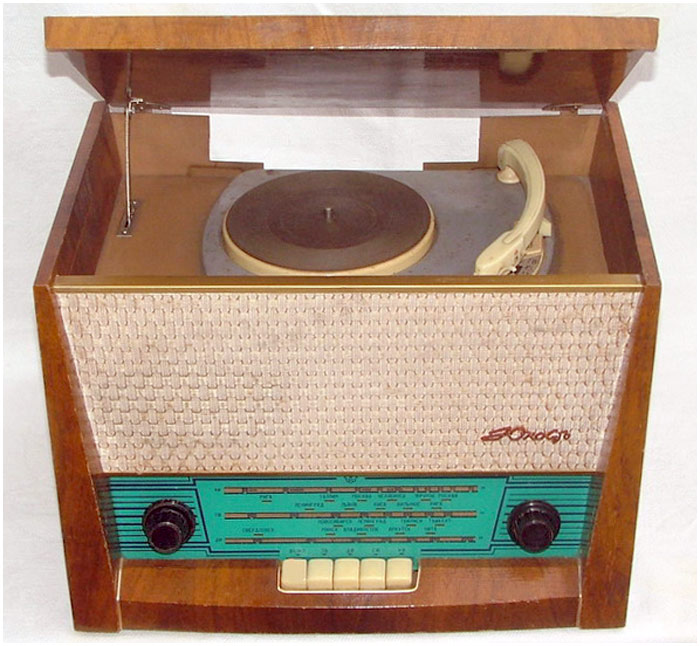

«Юность» — ламповая радиола, выпускавшаяся с 1958 года Каменск-Уральским приборостроительным заводом (ныне ФГУП «Октябрь»).

## Архитектура
Радиола выполнена по супергетеродинной архитектуре. Помимо трёх ламп пальчиковой серии, она содержит и полупроводниковые приборы. В конструкцию радиолы входят следующие узлы:
- Блок питания с селеновым выпрямителем АВС-80-260 (при реставрации рекомендуется заменять на КЦ402А, выполнять эту операцию должен радиолюбитель, знакомый с правилами техники безопасности).
- Преобразователь частоты на первой лампе 6И1П либо зарубежной ЕСН-81.
- Усилитель промежуточной частоты и предварительный усилитель звуковой частоты на второй лампе, аналогичной первой.
- Детектор на диоде германиевом ДГ-Ц14 либо Д2Д.
- УМЗЧ на отечественной лампе 6П14П либо чехословацкой EL84.

Радиола выполнена в деревянном корпусе, и, благодаря простой схеме и применению наряду с лампами и полупроводниковых приборов, имеет чрезвычайно компактное для лампового аппарата шасси, сравнительно небольшие вес и потребляемую мощность, и низкую цену по сравнению с другими радиолами того же периода.

## Характеристики
Диапазоны принимаемых частот — ДВ, СВ, КВ.
Потребляемая мощность — 35 Вт при радиоприёме, 50 Вт при воспроизведении грамзаписи.
Выходная мощность — 0,75 Вт.
Вес — 12 кг.
Розничная цена на момент выпуска — 43 рубля 50 копеек.